# Народицкий, Абрам Аронович
Абра́м (Аркадий) Аро́нович Народи́цкий (15 октября 1906, Гомель — 12 апреля 2002, Киев) — советский и украинский кинорежиссёр, сценарист и педагог.

## Биография
Родился 15 октября 1906 года в Гомеле.
В 1919 году боец отряда по борьбе с бандитизмом в Гомельской губернии.
С 1925 года работал в мастерской Г. М. Козинцева и Л. З. Трауберга в Ленинграде.
В 1930 году окончил Ленинградский институт искусств (секция киноведения).
С 1929 года — редактор-монтажёр областного отдела кинопроката в Ленинграде.
В 1931 году окончил киноотделение Ленинградского института искусств, до 1941 года работал на к/ст «Ленфильм».
В 1941-1942 гг. — на фронте. Боец истребительного отряда.
С 1943 года — сценарист, режиссёр центрального объединения АКС в Алма-Ате и Ашхабаде.
с 1947 года — режиссёр «Ленкинохроники».
с 1948 года — режиссёр Киевской студии учебных фильмов.
с 1953 года — режиссёр киностудии им. А. П. Довженко.
С 1962 года — преподаватель кинофакультета Института театрального искусства им. И. К. Карпенко-Карого в Киеве. Мастер курса. Среди воспитанников — режиссёры Леонид Горовец, Ефим Гальперин, Андрей Загданский, Игорь Гузеев, Николай Федюк.
Автор многочисленных сценариев, киножурнала, киноочерков, документальных фильмов.
Ушёл из жизни в 2002 году в Киеве.

## Награды
- Золотая медаль Всемирной Парижской выставки 1937, фильм «Юность поэта»
- Приз за режиссуру на телефестивале в Ташкенте (1972), фильм «Бумбараш»

## Фильмография
- 1929 — «Советская копейка» (мультфильм, пр-во Ленсовкино)[1] — сценарист
- 1932 — «Остров чудес» (пр-во Ленсоюзкино)[2] — режиссёр (в соавторстве с Наумом Угрюмовым)
- 1933 — «Отчаянный батальон» (пр-во Ленсоюзфильм)[2] — сценарист и режиссёр — в соавторстве с Наумом Угрюмовым
- 1936 — «Юность поэта» — режиссёр
- 1945 — «Волшебный кристалл» (Ашхабадская киностудия) — сценарист, режиссёр (в соавторстве с Мередом Атахановым)
- 1955 — «Костёр бессмертия» (Киевская студия художественных фильмов) — сценарист (в соавторстве с Игорем Луковским), режиссёр
- 1958 — «Флаги на башнях» (Киностудия им. Довженко) — режиссёр
- 1959 — «Верховина, мати моя» (короткометражный, пр-во Киностудия им. Довженко) — сценарист, режиссёр
- 1967 — «Непоседы» (Киностудия им. Довженко) — режиссёр (в соавторстве с Виктором Ивановым)
- 1969 — «Улица тринадцати тополей» (Киностудия им. Довженко) — режиссёр (в соавторстве с Виктором Ивановым)
- 1971 — «Бумбараш» — режиссёр (в соавторстве с Николаем Рашеевым)